# Short Solent
Short Solent byl dopravní létající člun vyráběný společností Short koncem 40. let 20. století. Byl vyvinut z typu Short Seaford, který vzniknul dalším vývojem námořního hlídkového letounu Short Sunderland, ale již nebyl operačně nasazen.
První Solent vzlétl roku 1946.  Stroje ze sériové výroby, která skončila roku 1949, byly nejprve provozovány British Overseas Airways Corporation a Tasman Empire Airways Limited, a po vyřazení od nich posléze až do roku 1958 menšími aerolinkami jako byly například Aquila Airways.

## Vznik a vývoj
Short S.45 Solent byl celokovový hornoplošný létající člun, poháněný čtyřmi motory Bristol Hercules.
Typ mohl mít kapacitu 24 pasažérů pokud byl v lůžkové konfiguraci anebo až 36 pokud disponoval jen místy k sezení. Pasažérské kabiny (čtyři na horní palubě a dvě na dolní) mohly pojmout buď čtyři lůžka anebo šest sedadel. Na horní palubě byl vedle kuchyňky i salónek, sloužící také jako jídelna; na dolní palubě byly dvě šatny, toalety a tři nákladové prostory. Letová posádka se skládala z pěti letců (dva piloti, navigátor, radiooperátor a palubní technik v samostatném oddělení za kokpitem vedle paland posádky) a dvou stevardů obsluhujících pasažéry.

## Použití

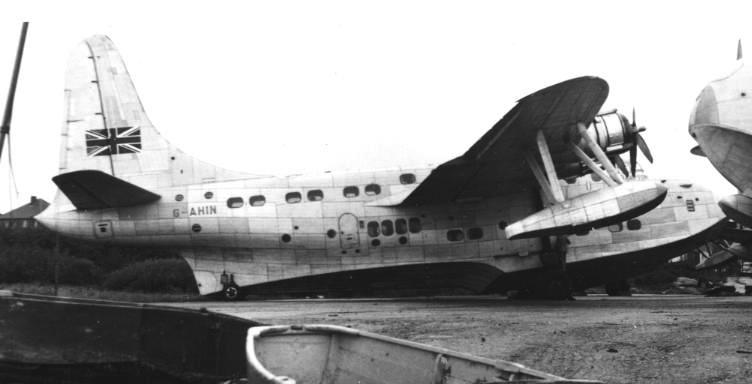
Short Solent 2 G-AHIN „Southampton“ sloužil BOAC na její johannesburské lince mezi lety 1948 a 1950.

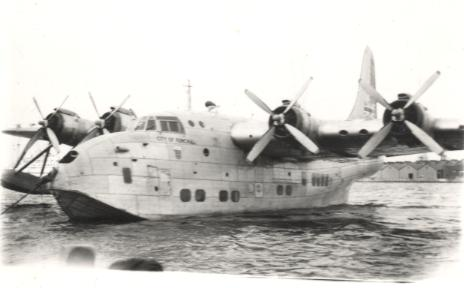
Solent 4 Aquila Airways G-ANAJ „City of Funchal“ u kotviště č. 50 southamptonských doků, srpen 1955.

Solent 2 zavedený BOAC v roce 1947 mohl nést 34 pasažérů a 7 členů posádky. Mezi lety 1948 a 1950 BOAC provozovaly své Solenty třikrát v týdnu na lince Southampton-Johannesburg, jejíž trasa vedla nad tokem Nilu a přes východní Afriku. Let trval čtyři dny, včetně zastávek na noc. Solenty na ní nahradily typ Avro York. Poslední let Solentu na této lince odstartoval z kotviště č. 50 v Southamptonu 10. listopadu 1950, čímž současně skončil provoz létajících člunů u BOAC.
Tasman Empire Airways Limited (TEAL) provozovaly mezi lety 1949 až 1960 celkem pět Solentů 4 na svých pravidelných linkách mezi Sydney, Fidži a Aucklandem. Poslední let Solentu společnosti TEAL proběhl 14. září 1960 mezi Fidži a Tahiti, a stroj který jej uskutečnil, imatrikulace ZK-AMO pojmenovaný „Aranui“, je nyní muzejním exponátem. Solenty TEAL mohly nést až 45 pasažérů  a všechny varianty typu poskytovaly značný prostor a vysokou úroveň pohodlí, v porovnání s tehdejšími i moderními pozemními letadly.
Několik Solentů, odkoupených od BOAC a TEAL, provozovaly i Aquila Airways na jejich trasách ze Southamptonu na Madeiru a Kanárské ostrovy. 15. listopadu 1957 havaroval Solent 3 Aquila Airways, G-AKNU, nedaleko Chesselu na ostrově Wight, poté co dva z jeho motorů zaznamenaly ztrátu výkonu. Při nehodě zahynulo 45 z 58 osob na palubě. Komerční provoz létajících člunů ve Spojeném království skončil 30. září 1958, poté co Aquila Airways ukončily svou linku na Madeiru.

## Zachované exempláře
- Short Solent 4 ZK-AMO „Aranui“ původně provozovaný Tasman Empire Airways Limited nejdříve mezi Mechanics Bay v aucklandském přístavu a Rose Bay v Sydney, dokud nebyl v rozpisu letů nahrazen pozemními vrtulovými stroji. ZK-AMO pak byl přesunut na ikonickou „Coral Route“ z Aucklandu na Fidži, Samou, Cookovy ostrovy, Tongu a Tahiti, dokud i na ní nebyl v září 1960 nahrazen pozemními stroji. ZK-AMO byl plně restaurován a uchován v  Museum of Transport and Technology (MOTAT) v Aucklandu. Krátce byl vystaven pod širým nebem, v době kdy byla v letech 2010/2011 rozšiřována letecká pamětní kolekce Keitha Parka.

- Solent 3 původně patřící BOAC, později vlastněný Howardem Hughesem byl zachován, a je vystaven v Oakland Aviation Museum v kalifornském Oaklandu;[6] tento stroj se krátce objevil ve filmu Dobyvatelé ztracené archy, trikem upravený do podoby dobově správnějšího Boeing 314 Clipper.[7]

## Varianty
- Solent 2

civilní verze vyvinutá ze stroje Short Seaford vyráběná pro BOAC, 12 exemplářů vyrobených v Rochesteru
- Solent 3

S.45 Seaford konvertovaný na civilní dopravní stroj. 7 exemplářů - 6 vyrobeno na Queen's Island v Belfastu, 1 v Hamble.
- Solent 4

poháněný motory Bristol Hercules 733, čtyři exempláře vyrobené v Belfastu.

## Uživatelé
- Austrálie
  - Trans-Oceanic Airways
- Nový Zéland
  - Tasman Empire Airways Limited
- Spojené království
  - Aquila Airways

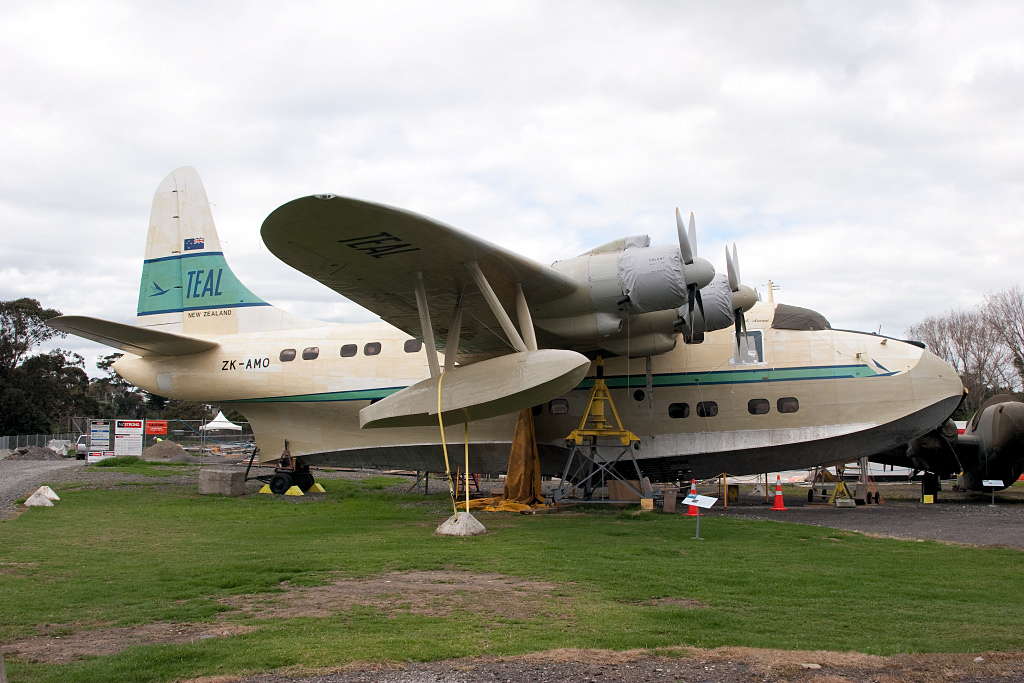
Exteriér stroje ZK-AMO zachovaného v MOTAT.

  - British Overseas Airways Corporation
- Spojené státy americké
  - South Pacific Airlines

Jediným vojenským užitím bylo testování britským Marine Aircraft Experimental Establishment v roce 1950.

## Specifikace (Solent 2)

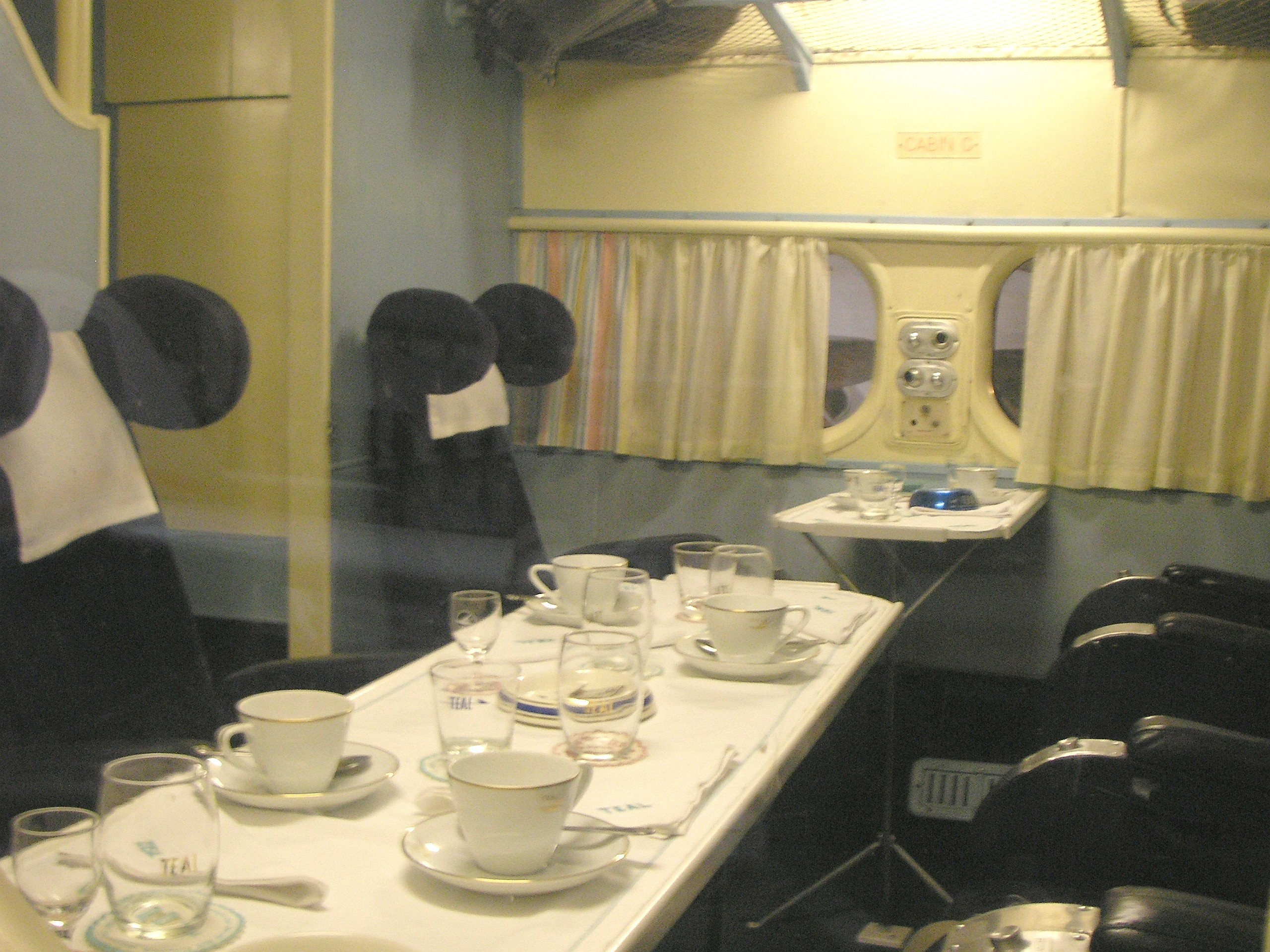
Interiér Solentu společnosti TEAL zachovaný v Museum of Transport and Technology v Aucklandu.

Údaje podle Barnese a Jamese

### Technické údaje
- Posádka: 7
- Kapacita: 34 pasažérů
- Délka: 26, 7 m (87 stop a 8 palců)
- Rozpětí: 34,4 m (112 stop a 9 palců)
- Výška: 10,44 m (34 stop a 3¼ palce)[4]
- Nosná plocha: 138,1 m² (1 487 čtverečních stop)
- Prázdná hmotnost: 21 664 kg (47 760 lb)
- Maximální vzletová hmotnost: 35 381 kg (78 000 lb)
- Pohonná jednotka: 4 × hvězdicový motor Bristol Hercules 733
- Výkon pohonné jednotky: 1 690 hp (1 261 kW)

### Výkony
- Maximální rychlost: 439 km/h (237 uzlů, 273 mph)
- Cestovní rychlost: 393 km/h (212 uzlů, 244 mph)[4]
- Dolet: 2896 km (1565 Nm, 1800 mil)
- Dostup: 5182 m (17 000 stop)[4]
- Stoupavost: 4,7 m/s (925 stop za minutu)[4]